# 欧布纳莱萨尔普
欧布纳莱萨尔普（法語：Aubenas-les-Alpes，法語發音：[obna le.z‿alp]）是法国上普罗旺斯阿尔卑斯省的一个市镇，位于该省西南部，属于福卡尔基耶区。

## 地理
欧布纳莱萨尔普（43°55'52"N, 5°40'50"E）面积7.93 平方千米，位于法国普罗旺斯-阿尔卑斯-蓝色海岸大区上普罗旺斯阿尔卑斯省，该省份为法国东南部内陆省份，北起上阿尔卑斯省，西接沃克吕兹省，西北接德龙省，南至瓦尔省，东临滨海阿尔卑斯省，东北部与意大利接壤。
与欧布纳莱萨尔普接壤的市镇（或旧市镇、城区）包括：雷亚讷、勒韦斯代布鲁塞、圣米歇尔-洛布塞瓦图瓦尔、瓦谢尔。

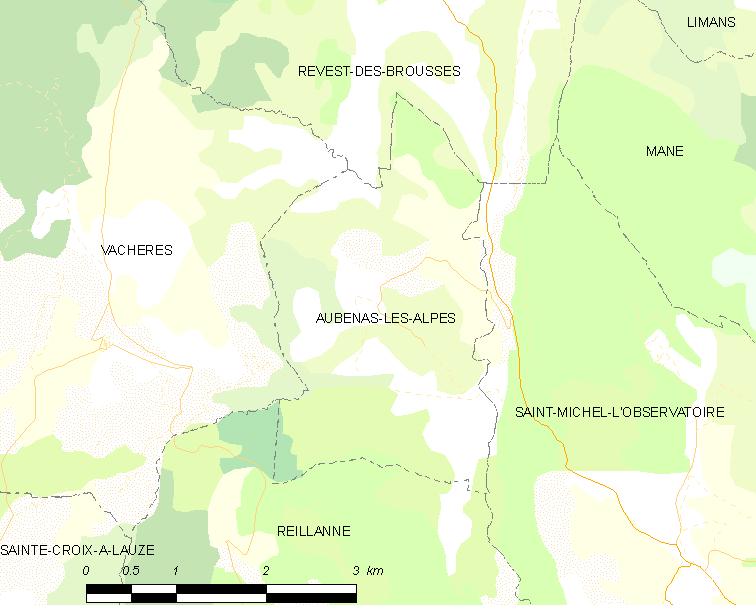
欧布纳莱萨尔普的OSM定位图

欧布纳莱萨尔普的时区为UTC+01:00、UTC+02:00（夏令时）。

## 行政
欧布纳莱萨尔普的邮政编码为04110，INSEE市镇编码为04012。

## 政治
欧布纳莱萨尔普所属的省级选区为雷亚讷县。

## 人口

1962-2008年间欧布纳莱萨尔普人口变化图示

欧布纳莱萨尔普于2022年1月1日时的人口数量为85人。

## 交通
上普罗旺斯阿尔卑斯省省道D555线经过欧布纳莱萨尔普境内。